# Synagoga w Bambergu
Synagoga w Bambergu – piąta z kolei synagoga znajdująca się w Bambergu, w Niemczech przy Herzog-Max-Straße.
Synagoga została zbudowana w latach 1908–1910. Miała wieżę o wysokości 37 metrów. Podczas nocy kryształowej z 9 na 10 listopada 1938 roku, bojówki hitlerowskie spaliły synagogę. Jej ruiny zostały wkrótce rozebrane. Po zakończeniu II wojny światowej synagoga nie została odbudowana.